# Nippolimnophila yakushimensis
Nippolimnophila yakushimensis là một loài ruồi trong họ Limoniidae. Chúng phân bố ở miền Cổ bắc.